# Laroquevieille
Laroquevieille é uma comuna francesa na região administrativa de Auvérnia-Ródano-Alpes, no departamento de Cantal. Estende-se por uma área de 15,46 km². Em 2010 a comuna tinha 360 habitantes (densidade: 23,3 hab./km²).